# Sarah Kora Dayanova
Sarah Kora Dayanova, née le 12 mai 1984 à Genève, est une danseuse française. Elle est actuellement sujet au sein du Ballet de l'Opéra national de Paris.

## Biographie
Commence la danse à l’âge de cinq ans au Conservatoire de musique de sa ville natale auprès de Gilbert Mayer, tout en suivant parallèlement des cours de piano, d’analyse musicale et d’art dramatique. 
À l’issue de ses années d’étude, elle obtient, en 1997, la médaille d’or au Concours international de danse de Genève ainsi que le Prix Pierrette-Sandoz « jeune espoir ». Elle intègre alors l'École de danse de l'Opéra de Paris (de 1998 à 2000) grâce à Madame Elvire Braunschweig Fondatrice du Prix de Lausanne et à une bourse d'études de la Pierino Ambrosoli Foundation, puis se perfectionne auprès de Noëlla Pontois, Dominique Khalfouni et Monique Loudières. Finaliste du Concours international de danse de Paris en 2000, elle remporte les concours internationaux de danse du Luxembourg et d'Helsinki, puis cumule trois prix au Prix de Lausanne 2001. Elle participe la même année au 9e Tournoi Eurovision pour jeunes danseurs à Londres. Quadrille surnuméraire pendant deux saisons, elle intègre le corps de ballet de l'Opéra en 2003, est promue coryphée en 2004 et sujet en décembre 2006 à l’issue du concours annuel du ballet. 
Elle reçoit le prix du public de l'AROP pour la saison 2006-2007.
Depuis son entrée dans la compagnie, elle participe à de nombreuses productions des répertoires classique et contemporain : Le Lac des cygnes, La Belle au bois dormant, La Bayadère (Rudolf Noureev), Paquita et La Sylphide (Pierre Lacotte), Giselle, Étude (Harald Lander), Suite en blanc (Serge Lifar), L'Histoire de Manon (Kenneth MacMillan), Violin Concerto, Symphonie en ut, Les Quatre Tempéraments et Jewels (George Balanchine), mais également The Cage (Jerome Robbins) ou Le Concours (Maurice Béjart).
Elle est distribuée dans les créations de Wuthering Heights (Kader Belarbi, 2002), Air (Saburo Teshigawara, 2003), Les Familiers du labyrinthe (Michèle Noiret, 2005) et Roméo et Juliette (Sasha Waltz, 2007) ainsi que dans les entrées au répertoire de La Dame aux camélias (John Neumeier) en 2006 et de Artifact Suite (William Forsythe) en 2006. 
Comme soliste, elle interprète le rôle de la petite fille dans Pulcinella de Douglas Dunn (2002), danse des extraits de Paquita lors des spectacles « Jeunes Danseurs ». Elle est également distribuée dans les productions de Rudolf Noureev, Gamzatti, le Pas d'action, la soliste indienne et la 1re et 3e Ombre dans La Bayadère, la reine des Dryades La Danseuse de rues les 2 Amies de Kitri et la première demoiselle d’honneur dans Don Quichotte, l'Hiver dans Cendrillon, le Pas de trois et l’un des quatre grands cygnes du Lac des cygnes, la comtesse, la soliste espagnole dans Raymonda.
Dans le cadre des tournées officielles de la compagnie, elle se produit notamment en Italie, en Chine, au Japon, aux USA et en Australie.

## Répertoire
- La Bayadère (Rudolf Noureev) : Gamzatti, 1re et 3e Ombres, pas d'action, Soliste indienne
- Rain (Anne Teresa De Keersmaeker) : rôle tenu par Fumiyo Ikeda (lors de la création)
- Paquita (Pierre Lacotte) : Doña Séraphina et le Pas de trois
- Suite en blanc (Serge Lifar) : la Sieste et le Thème varié
- The Four Temperaments (George Balanchine) : 3e thème et Colérique
- Don Quichotte : Reine des Dryades et 1re Demoiselle d'honneur, la Danseuse de rues, les 2 amies de Kitri
- Cendrillon (Rudolf Noureev) : L'Hiver
- Le Lac des cygnes (Rudolf Noureev) : l’un des quatre grands cygnes, Pas de trois, Danse espagnole, la Reine
- "Les Enfants du Paradis" (José Martinez) La Ballerine
- « Roméo et Juliette » : Rosaline, Lady Capulet
- « Joyaux » (Gorges Balanchine):  Pas de trois, Pas de deux Émeraude

1/2 soliste Diamant 
- « L’Histoire de Manon » (Kenneth MacMillan) : Madame
- « Giselle » (Patrice Bart/Eugène Polyakov): Bathilde
- « Walkaround Time » (Merce Cunningham): Meg

### Prix et distinctions
- Médaille d’or au Concours international de danse de Genève 1997[réf. nécessaire]
- Remporte le concours du Luxembourg[réf. nécessaire]
- Remporte le concours d'Helsinki[1]
- Trois prix au Prix de Lausanne 2001 [2]
- Prix public de l'AROP pour la saison 2006-2007[3]

### Interviews
- Balletnews
- Interview de la danseuse sur le blog de Capezio (fabricant américain de ballerines)

## Filmographie
- 2009 : La Danse. Le Ballet de l'Opéra de Paris de Frederick Wiseman